# Таджосян, Адель Симонович
Адель Симонович Таджосян (арм. Ադել Թադևոսյան) (род. 9 июля 1937, Тбилиси) ― советский и армянский врач, психиатр, кандидат медицинских наук, профессор, академик Международной научной академии экологии и безопасности.

## Биография
Адель Таджосян родился 9 июля 1937 года в Тбилиси, Грузинская ССР.
Начальное образование получил в Москве и Ленинграде. В 1955 году окончил Ереванское училище имени Владимира Маяковского. В 1955-1961 годах учился на лечебном факультете Ереванского медицинского института.
В 1961-1963 годах работал заведующим Республиканской психиатрической больницей в Иджане, в 1963-1989 годах работал на кафедре психиатрии Ереванского медицинского института старшим лаборантом, аспирантом, ассистентом, старшим научным сотрудником, с 1985 года преподавал в этом институте доцентом.
В 1969 году защитил кандидатскую диссертацию на тему «Нарушения памяти при эпилепсии» и получил степень кандидата медицинских наук. В 1975-1982 годах работал в Министерстве здравоохранения Армянской ССР инспектором Инспекции медико-профилактической помощи. В 1989-2000 годах был директором Института психического здоровья «Стресс» Министерства социальной защиты Армении.
В 1992 году возглавляемый им институт был награжден Золотой медалью Ломоносова. С 1995 года работает в Ереванском медицинском институте заведующим кафедрой психиатрии. В 1998 году получил звание профессора.
Неоднократно участвовал в республиканских, союзных и международных конференциях в Армении, России, Германии, Франции, Испании и США. На 11-м Всемирном конгрессе психиатров в Гамбурге в 1999 году он был организатором и президентом секции «Психопатологические аспекты землетрясения в Армении».
Является членом Инициативы по реформе психиатрии, сотрудником отдела социально-психологических программ ООН. Избран академиком Международной академии экологии и безопасности. Работал в АИУ «Стресс» консультантом-экспертом. Является членом Армянской психиатрической ассоциации [1].

## Научная деятельность
Научные исследования посвящены проблемам эпилепсии, суицида, стресса, психиатрии чрезвычайных ситуаций. Автор около 70 научных статей. Издан сборник «Стрессология: наука о страдании» под редакцией Аделя Таджосяна.

## Награды
- Медаль за гражданскую оборону Венгрии, 1998 год

## Сочинения
- Сборник «Стрессология: наука о страдании», Ереван, 1996 год